# Killer Kowalski
Edward Władysław Spulnik, meglio conosciuto come Killer Kowalski (Windsor, 13 ottobre 1926 – Malden, 30 agosto 2008), è stato un wrestler ed allenatore canadese di origini polacche, noto per i suoi trascorsi nella World Wrestling Federation durante gli anni sessanta e settanta.
In WWF ha vinto una volta lo United States Tag Team Championship (con Gorilla Monsoon) e una volta il World Tag Team Championship (con Big John Studd). Ritiratosi dalla carriera agonistica nel 1977, divenne allenatore di wrestling e aprì una propria palestra a Malden (Massachusetts).
Nel 1996 è stato inserito nella WWF Hall of Fame.

## Carriera

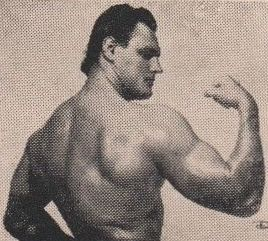
Killer Kowalski nel 1951

Numerose sono le storie circa le origini da wrestler di Spulnik. La più ricorrente racconta che mentre frequentava la University of Detroit (altre fonti indicano invece l'Assumption College di Windsor, Ontario), gli arrivò la voce che esisteva l'opportunità di guadagnare bene facendo del wrestling. Poiché era dotato di un fisico imponente, decise di provare ed iniziò a frequentare una scuola di lotta dove allenarsi. Il primo pseudonimo che utilizzò sul ring fu Tarzan Kowalski, ma veniva spesso chiamato anche Hercules Kowalski, Killer Kowalski e persino The Polish Apollo, secondo quanto riportato nei giornali del periodo 1950–51. Durante il periodo della guerra fredda cambiò il nome in Wladek Kowalski, in modo che sembrasse più minaccioso. Dal 1947 al 1977 lottò in varie federazioni, incluse National Wrestling Alliance (NWA) e American Wrestling Association (AWA) interpretando quasi sempre il ruolo del "cattivo".
L'ascesa di Kowalski fu veloce. Il 29 novembre del 1948, affrontò per il titolo il campione mondiale NWA Orville Brown, anche se non riuscì a fare suo l'alloro. Ad impressionare il pubblico erano le sue dimensioni fisiche fuori dal normale per l'epoca (2 metri di altezza), e la sorprendente velocità sul ring per un uomo della sua stazza. Lottava prevalentemente come "heel", tranne che durante i suoi confronti con Buddy Rogers, che era anche più "odiato" di lui. Nei suoi match con Rogers, Kowalski adottò un approccio più serio e meno scorretto. Fuori dal ring, tuttavia, Kowalski era considerato dagli addetti ai lavori una persona molto educata e gentile.
Nel dicembre 1972, Kowalski divenne il primo wrestler a riuscire a schienare André the Giant in Nord America, in quella che venne definita la "Battle of the Giants". Nel 1963, in Giappone, Kowalski aveva già fatto lo stesso con Giant Baba.
Negli anni sessanta e settanta, Killer Kowalski divenne il principale antagonista di Bruno Sammartino nella World Wide Wrestling Federation, senza però mai riuscire a strappare il titolo mondiale a "The Italian Strongman". In WWWF Kowalski formò un tag team con Gorilla Monsoon e prese Red Berry come manager della coppia; Monsoon e Kowalski vinsero lo U.S. Tag Team Title sconfiggendo Skull Murphy & Brute Bernard; cedendolo poi ai Tolos Brothers nel dicembre 1963. L'11 maggio 1976, Kowalski vinse il WWF World Tag Team Championship in coppia con Big John Studd. Entrambi gli uomini indossavano delle maschere nere e il loro tag team si chiamava The Executioners. Tuttavia, furono privati delle cinture, a seguito dell'interferenza di un terzo Executioner durante una difesa del titolo contro Chief Jay Strongbow & Billy White Wolf, e non riuscirono più a riconquistarle.
Kowalski si ritirò nel 1977, poco dopo aprì una scuola di wrestling a Malden in Massachusetts. Molti wrestler che poi diventarono famosi si allenarono li, tra cui Perry Saturn, Chyna e Triple H. Inoltre Kowalski ha allenato anche A-Train, Kofi Kingston, e Kenny Dikstra.

## Incidenti
Il 15 ottobre 1952, nel corso di un match contro Yukon Eric svoltosi a Montréal, Kowalski strappò via un orecchio all'avversario mentre eseguiva un knee drop. In realtà, l'orecchio di Eric era già malandato dai tanti incontri combattuti nel corso degli anni, e l'episodio fu un incidente, ma tuttavia fortificò l'immagine di crudele ed efferato "monster heel" di Kowalski. Egli si recò a trovare il suo avversario in ospedale, e i due si misero a ridere insieme del fatto. Quando però la notizia della sua visita fu riportata dai giornali, i giornalisti scrissero che Kowalski si era presentato all'ospedale per sbeffeggiare la sua vittima e non per ridere con lui ma di lui. L'incidente diede il via a numerosi violenti match tra i due.
La fama da cattivo di Kowalski guadagnò ulteriore notorietà a seguito di un altro incidente accaduto a Boston nel giugno 1958 in un match contro Pat O'Connor. L'arbitro speciale della contesa era l'ex campione di boxe Jack Dempsey, che ricevette un calcio allo stomaco da Kowalski talmente forte che dovette essere portato all'ospedale. Dempsey non accusò Kowalski, ed entrambi dissero che si era trattato di un incidente, ma la famigerata reputazione del wrestler si consolidò sempre più. Nel 1967, nel corso di un talk show sulla televisione australiana, il conduttore Don Lane fece arrabbiare Kowalski durante un'intervista apparentemente amichevole e fu da lui colpito con la sua mossa "Kowalski Claw".

## Vita privata

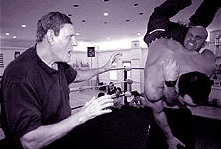
Kowalski (sulla sinistra) mentre allena John Quinlan

Da sempre scapolo impenitente, il 19 giugno 2006 si sposò per la prima volta con Theresa Ferrioli. Kowalski, che aveva all'epoca 79 anni, scherzò sul fatto che si era deciso a sposare la Ferrioli, 78 anni, solo dopo che lei gli aveva rivelato "di essere incinta".
Divenne vegetariano alla fine degli anni sessanta e dichiarò di essere l'unico in tutto il wrestling professionistico. Non beveva latte e alcolici, e non fumava. Si rifiutava persino di salire in macchina con chi fumava in auto, e detestava la puzza di fumo.

## Morte
L'8 agosto 2008 Killer Kowalski ebbe un arresto cardiaco grave e decise di non operarsi, perché non ne valeva la pena ed era troppo tardi. È morto il 30 agosto dello stesso anno.

## Personaggio

### Mosse finali
- Diving knee drop[13]
- Kowalski Claw (Presa allo stomaco o alla testa)

### Manager
- Red Berry

## Titoli e riconoscimenti
- Atlantic Athletic Commission
  - AAC World Heavyweight Championship (1)[14]
- Cauliflower Alley Club
  - Iron Mike Mazurki Award (2002)[15]
- Central States Wrestling
  - NWA Central States Heavyweight Championship (1)[16]
  - NWA Central States Tag Team Championship (1) - con Bulldog Austin[17]
  - NWA Iowa Tag Team Championship (1) - con Ripper Daniels[18]
- Championship Wrestling from Florida
  - NWA Southern Heavyweight Championship (Florida version) (1)[19]
- International Wrestling Federation
  - IWF Heavyweight Championship (1)[20]
  - IWF Tag Team Championship (1) - con Johnny Valiant[20]
- Montreal Athletic Commission
  - MAC World/International Heavyweight Championship (13)[21]
- NWA Mid-Pacific Promotions
  - NWA United States Heavyweight Championship (Hawaii version) (1)[22]
- NWA All-Star Wrestling
  - NWA Pacific Coast Tag Team Championship (Vancouver version) (2) - con Ox Anderson (1) & Gene Kiniski (1)[23]
- NWA Hollywood Wrestling
  - NWA Americas Heavyweight Championship (1)[24]
  - NWA Americas Tag Team Championship (1) - con Kinji Shibuya[25]
- NWA San Francisco
  - NWA Pacific Coast Heavyweight Championship (San Francisco version) (1)[26]
  - NWA Pacific Coast Tag Team Championship (San Francisco version) (1) - con Hans Herman[27]
- New England Pro Wrestling Hall of Fame
  - Classe del 2008
- Pro Wrestling Illustrated
  - PWI Tag Team of the Year (1976) - con Big John Studd[28]
  - PWI Stanley Weston Award (2010)
- Professional Wrestling Hall of Fame and Museum
  - (Classe del 2003)[29]
- Southwest Sports, Inc. / Big Time Wrestling
  - NWA Brass Knuckles Championship (Texas version) (1)[30]
  - NWA Texas Tag Team Championship (1)1[31]
- Stampede Wrestling
  - NWA Canadian Heavyweight Championship (Calgary version) (2)[32]
  - NWA International Tag Team Championship (Calgary version) (2) - con Jim Wright2[33]
- United States Wrestling Federation
  - USWF Tag Team Championship - con Ox Baker
- World Championship Wrestling (Australia)
  - IWA World Heavyweight Championship (5)[34]
  - IWA World Tag Team Championship (4) - con Skull Murphy (2), Bill Miller (1), & Mark Lewin (1)[35]
- World Wide Wrestling Federation/World Wrestling Federation
  - WWWF United States Tag Team Championship (1) - con Gorilla Monsoon[36]
  - WWWF World Tag Team Championship (1) - con Big John Studd
  - WWF Hall of Fame (Classe del 1996)[37]
- Wrestling Observer Newsletter awards
  - Wrestling Observer Newsletter Hall of Fame (Classe del 1996)[38]